# Нощна тарифа
„Нощна тарифа“ е български игрален филм (драма) от 1987 година на режисьора Сергей Комитски, по сценарий на Калин Донков и Емил Молхов. Оператор е Жоро Неделков. Музиката във филма е композирана от Юри Ступел.

## Актьорски състав
- Живка Донева – Момичето
- Иван Кръстев – Шофьорът
- Владимир Колев – Боксьорът
- Христо Домусчиев – Приятелят
- Петър Петров – Саксофонистът
- Мария Каварджикова – Съпругата
- Марлиз Димчева – Лекарката
- Петър Деспотов – Лекарят
- Кина Мутафова – Бензинджийката
- Мария Ганчева – Портиерката
- Явор Спасов
- Иван Веселинов
- Христина Маджурова
- Антон Маринов